# Senbonzakura
«Senbonzakura» (яп. 千本桜 сэмбондзакура, «Тысяча сакур») — японская песня, написанная композитором Kurousa-P и первоначально исполненная вокалоидом Мику Хацунэ в 2011 году. Была размещена на видеохостинге Nico Nico Douga и вскоре стала вирусной, вдохновив различные кавер-версии и другие произведения.

## Выпуск и восприятие
Композиция была загружена автором песен Куроусой (яп. 黒うさP, Kurousa-P) на Nico Nico Douga 17 сентября 2011 года. Она характеризуется быстрым ритмом и затрагивает вестернизацию Японии и эпоху Тайсё. Музыкальное видео, художником которого выступил Иттомару (яп. 一斗まる), стилизовано под этот период истории и изображает Мику Хацунэ в военной форме. В клипе также присутствуют другие вокалоиды от Crypton — Рин и Лен Кагаминэ, Кайто, Мэйко и Лука Мэгуринэ.
После выхода на Nico Nico Douga видеоклип стал вирусным и набрал миллион просмотров за 42 дня. Также песня оказалась очень популярной среди певцов караоке. Сеть караоке-клубов Joysound сообщала, что «Senbonzakura» была третьей по популярности песней, исполняемой в заведениях, после «Heavy Rotation» AKB48 и «Memeshikute» Golden Bomber. Во время 66-го конкурсного шоу «Кохаку ута гассэн», проводившегося 31 декабря 2015 года, песню исполнила Сатико Кобаяси. Мику Хацунэ часто исполняет «Senbonzakura» на своих концертах.
Американская скрипачка Линдси Стирлинг создала кавер-версию «Senbonzakura», которая вошла в японское издание её альбома 2014 года Shatter Me. Гитарист Марти Фридман исполнил эту песню для кавер-альбома 2021 года Tokyo Jukebox 3.

## Версия Wagakki Band
Группа Wagakki Band записала кавер-версию «Senbonzakura» и выпустила видеоклип на неё 31 января 2014 года на YouTube. Видео снималось в Накосо-но-Сэки в городе Иваки префектуры Фукусима. Песня в исполнении Wagakki Band стала самой известной работой группы, а видеоклип набрал более 160 миллионов просмотров.
В отличие от оригинала, в данной версии используются традиционные японские и современные западные музыкальные инструменты
Песня вошла в дебютный альбом группы Vocalo Zanmai, вышедший 23 апреля 2014 года и содержащий кавер-версии других песен вокалоидов.

## Дальнейшее развитие
Через год после выпуска видеоклипа компания Dwango издала альбом All That Senbonzakura!! (яп. ALL THAT千本桜!!), в котором представлены кавер-версии «Senbonzakura», созданные с использованием различных инструментов, включая фортепиано, янцинь, акустическую гитару и струнный квартет.
Иттомару, работавший над видеоклипом, позже создал несколько произведений по мотивам песни. 9 марта 2013 года компания ASCII Media Works издала его серию ранобэ, действие в которой разворачивается в антиутопическом мире, где эпоха Тайсё продолжалась сотни лет, а Мику Хацунэ является главной героиней. Первый том ранобэ возглавил еженедельный чарт Oricon для романов и стал 13-й самой продаваемой книгой месяца. Также 13 марта того же года в театре «Хакухиндан» в Гиндзе (Токио) состоялась премьера мюзикла по мотивам романа, в котором играли участницы AKB48 Харука Исида, Махо Томита и Миори Итикава, а также актёр Кадзуки Като.
Осенью 2013 года автомобилестроительная компания Toyota использовала пианинную версию «Senbonzakura», исполненную Мараси, в 15-секундном рекламном ролике модели Toyota Aqua, известной за рубежом под названием Toyota Prius c.
Весной 2016 года в театре кабуки поставили тематический спектакль Hanakurabe Senbonzakura при участии актёра Сидо Накамуры II и голограммы Мику Хацунэ.

## Чарты
| Чарт                              | Высшая позиция |
| --------------------------------- | -------------- |
| Oricon                            | 56             |
| Billboard Japan (Top Album Sales) | 48             |